# Lesezeichen Salbke

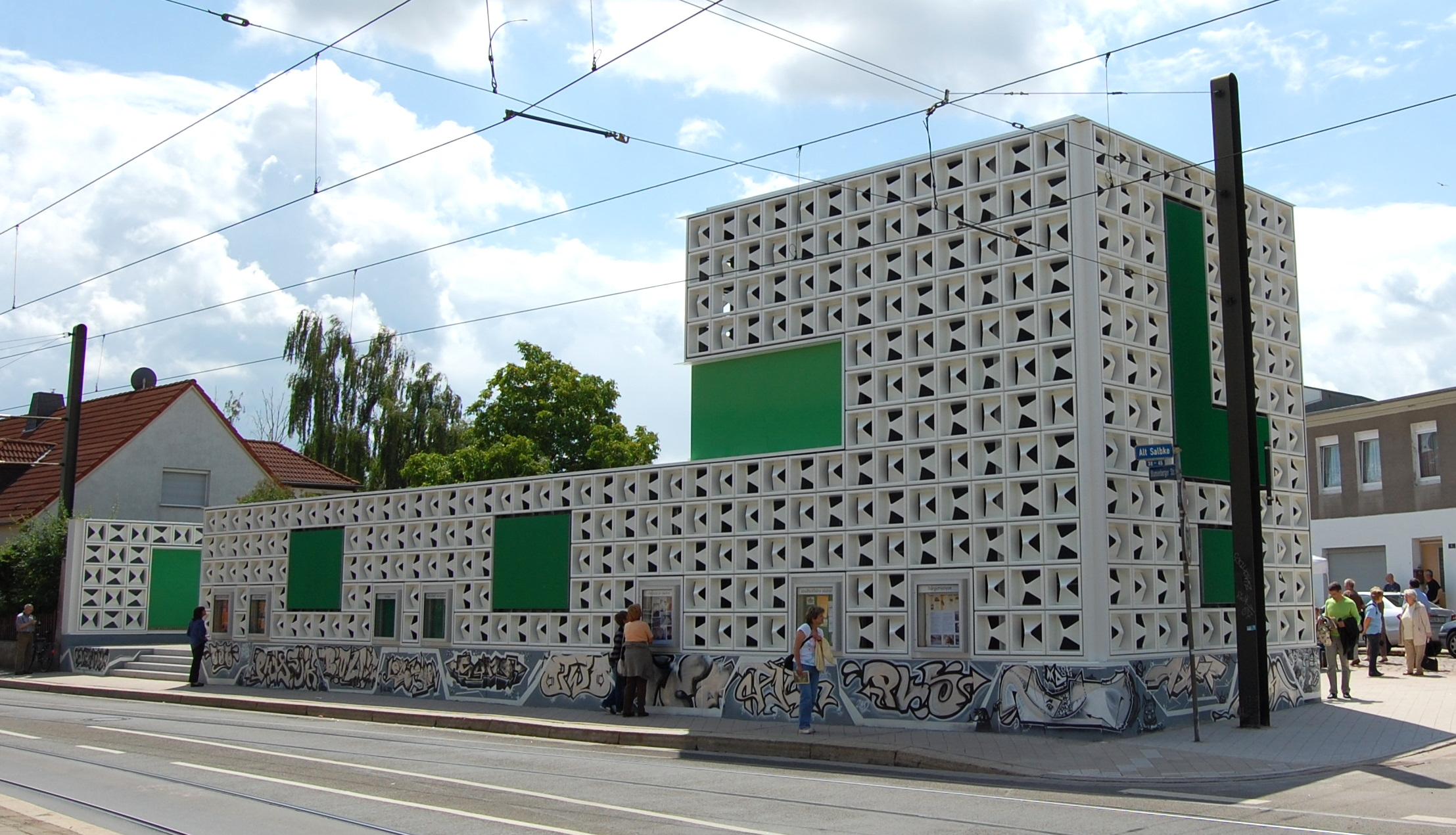
Lesezeichen Salbke – Ostseite

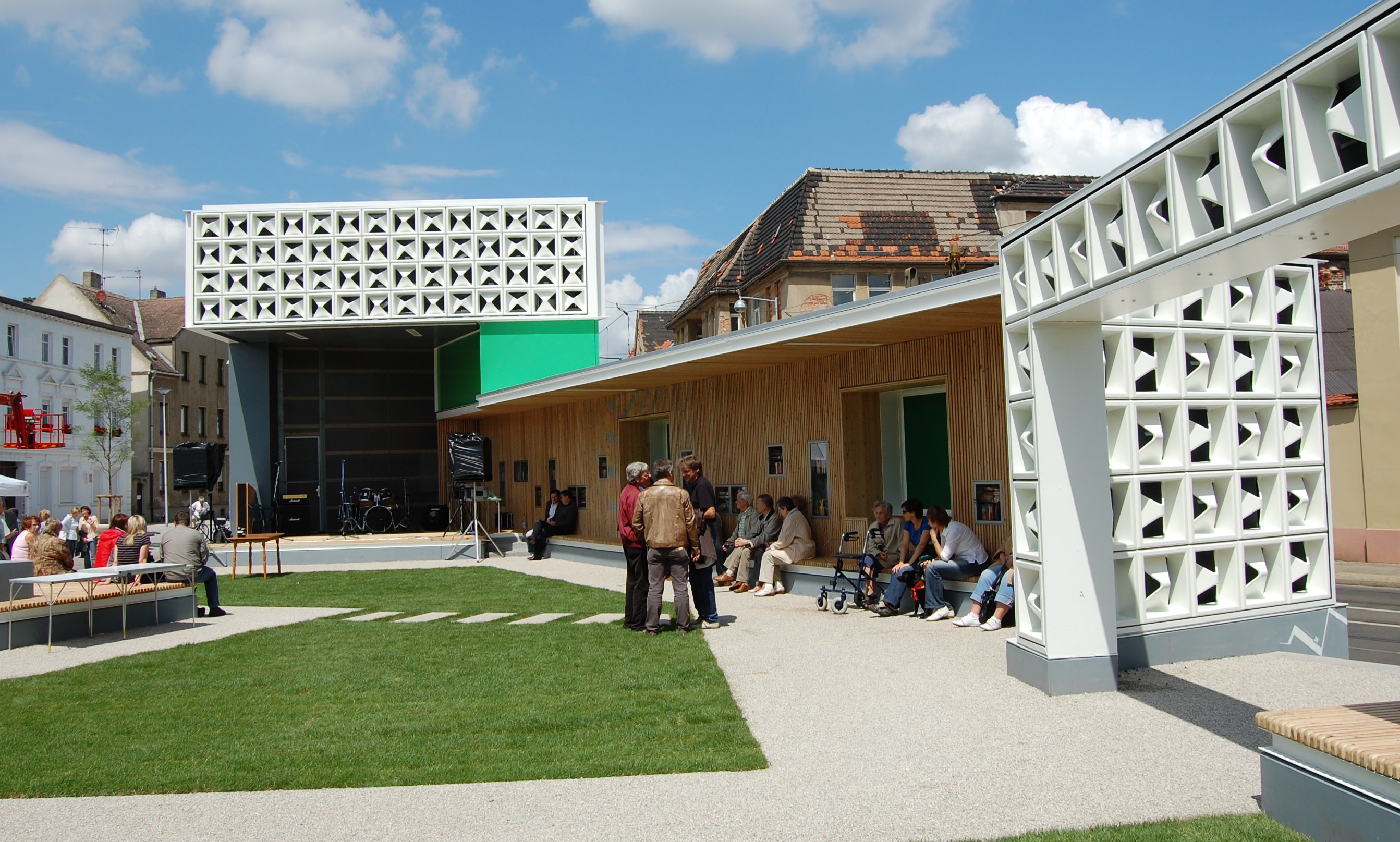
Westseite, während der Einweihung

Das Lesezeichen Salbke ist ein öffentliches Bauwerk im Magdeburger Stadtteil Salbke. Das Lesezeichen stellte in seinem Konzept eine Kombination aus öffentlichem Bücherschrank, Veranstaltungsbühne und Lärmschutz dar.

## Funktion
Das aus Stahl gefertigte Bauwerk steht im sogenannten Salbker Engpass und weist auf seiner Westseite diverse frei zugängliche Vitrinen auf. Die Vitrinen sind mit Büchern gefüllt, die jeder nach Belieben herausnehmen und lesen kann. Die Bücher sollen von den Nutzern dann später zurückgebracht oder durch andere Bücher ersetzt werden. Auch Bookcrossing wird praktiziert. Zugleich befindet sich eine überdachte Bühne auf dieser westlichen Seite. Östlich des Lesezeichens führt die stark mit Verkehr und einer Straßenbahnstrecke belastete Hauptstraße Alt Salbke entlang. Das Lesezeichen schirmt den mit Wohnbebauung bestandenen westlichen Bereich von dem Verkehr ab und schafft auf der Westseite somit angenehmere Aufenthalts- und Wohnbedingungen. Darüber hinaus wird das Lesezeichen auch als Symbol für die Gestaltung und Bewältigung des Strukturwandels des Stadtteils Salbke gesehen. An der Straßenseite befinden sich Vitrinen, die von örtlichen Vereinen zu Informationszwecken genutzt werden.

## Geschichte
Der Bereich des sogenannten Salbker Engpasses ist dicht mit Wohngebäuden aus der Zeit vom Anfang des 20. Jahrhunderts umbaut. Die Häuser stehen verhältnismäßig dicht an der Straße. Seit den 1990er Jahren erfolgte ein starker Rückgang der Nutzung der Wohngebäude im Salbker Engpass. Neben dem allgemeinen Bevölkerungsrückgang war hierfür ursächlich, dass die in der Umgebung Salbkes ursprünglich ansässigen Industriebetriebe (Fahlberg-List, SKL, Reichsbahnausbesserungswerk Salbke) nicht mehr oder nicht mehr im bisherigen Umfang bestehen und somit der Bedarf arbeitsplatznaher Wohnungen zurückging. Vor allem war jedoch auch die Wohnsituation in der Nähe der Hauptstraße weniger attraktiv als an anderen Wohnstandorten. Dringend erforderliche Sanierungen der Häuser unterblieben daher, was den Leerstand weiter vergrößerte. Die ursprünglich in fast allen Häusern bestehende Nutzung des Erdgeschosses für Einzelhandelsgeschäfte verschwand fast vollständig. Obwohl der Salbker Engpass zentral im Stadtteil liegt, entstanden so eine Leerstandsquote von etwa 80 % und ein von verfallenen Gebäuden geprägtes Stadtbild.
Ein zentrales Grundstück inmitten des Engpasses stellte eine ungepflegte Brachfläche dar. Anknüpfend an eine dort ursprünglich einmal bestehende Bibliotheksnutzung veranstaltete der örtliche Bürgerverein Salbke, Westerhüsen, Fermersleben e. V. eine Freiluftbibliothek, um den zentralen Standort mit bürgerschaftlichem Engagement zu beleben. Zunächst wurde, in ähnlicher Kubatur wie das heutige Lesezeichen, aus Bierkästen für zwei Tage ein temporäres mit Büchern bestücktes Bauwerk geschaffen. Aufgrund der hohen Zahl von Bücherspenden richtete der Bürgerverein im Anschluss in einem benachbarten leerstehenden Geschäft in der Blumenberger Straße eine Bürgerbibliothek ein. Im Oktober 2007 bezog diese permanente Bibliothek ein größeres leerstehendes Geschäft an der Hauptstraße. Diese Bibliothek mit mehr als 10.000 Büchern besteht auch heute noch und wird häufig gleichfalls als Lesezeichen bezeichnet.
Mit der Idee der dauerhaften Errichtung des Lesezeichens bewarb man sich im Rahmen des ExWoSt-Forschungsprojektes „Innovation für Familien und altengerechte Stadtquartiere“. Unter 100 Bewerbungen wurde das Projekt unter dem Themenschwerpunkt „Gestaltung urbaner Freiräume“ neben sechs weiteren Modellvorhaben zur Förderung und Realisierung ausgewählt. Mit Hilfe von Fördermitteln errichtete die Stadt Magdeburg dann auf der Brachfläche das heutige Lesezeichen. Das Projekt wurde auf der 11. internationalen Architekturbiennale Venedig als eines von 20 Projekten im Deutschen Pavillon ausgestellt. Nachdem seit Anfang 2008 die Baugenehmigung erteilt war, erfolgte die Grundsteinlegung am 6. Dezember 2008, die Einweihung dann am 20. Juni 2009. Zur Einweihung waren 150 Gäste erschienen. Seine charakteristische Wabenstruktur erhält es durch die Hortenkachel. Das Lesezeichen wird vom Bürgerverein betrieben und mit Büchern ausgestattet. Die Veranstaltungsbühne wird für Lesungen und Konzerte genutzt.
Das Lesezeichen Salbke gewann gemeinsam mit dem Den Norske Opera & Ballett den European Prize for Urban Public Space des Jahres 2010. Im Jahr 2011 gewann der Bau den brit insurance award 2011.
Als ständiges Problem des Gebäudes erweist sich laufender Vandalismus an Elementen des freizugänglichen Bauwerks. Daher sind nach dem Stand von 2015 keine Bücher mehr vor Ort.